# Arthur (Iowa)
Arthur – miasto w Stanach Zjednoczonych, w stanie Iowa, w hrabstwie Ida.

## Demografia
W 2000 liczyło 245 mieszkańców. W 2023 liczba mieszkańców spadła do 216 osób, a gęstość zaludnienia do 540 osób/km².